# わたくしの作文
わたくしの作文（わたくしのさくぶん）は和歌山放送の子供達のリスナー参加による作文の番組。放送時間は平日 12:40 - 12:50。再放送は翌週 5:20 - 5:30。

## スポンサー
- 主催　和歌山放送
- 後援　和歌山県、和歌山県教育委員会他
- 協賛・番組提供　和歌山県農業協同組合連合会（JAグループ和歌山各団体）、わかやま市民生活協同組合

## 概要
和歌山県内在住・在学の小中学生を対象に作文を募り、それを放送の電波を通して紹介することで、子供たちの表現力・想像力向上と、作文に対する関心を高めて国語教育に寄与することを目的として放送されている。
第1回は1968年に放送
なお、全国のラジオ局で放送されていた『ロッテ僕の作文・私の作文』は本番組と趣向は同じであるため企画ネット番組と思われがちだが全く関係ない。

## 投稿規程
- 応募は和歌山県在住・在学の小中学生のみとし、自作・未発表作品に限る
- テーマは読書感想文を除いて自由
- 応募は小学1年生は400字 - 1600字程度、小学2年生- 6年生は800字 - 1200字程度、中学生は1200字 - 1600字程度とする。
- 1年度につき1人1通厳守。応募は所定応募票（外部リンク）を添付した上で、作品を原稿用紙に記入して、和歌山放送本社宛に、学校の教諭を通して郵送する（児童・生徒の直接の応募は不可　原稿は返却できないが、複写したものの応募も不可）なお、応募の際住所（自宅・学校）・氏名・学校名と、本文中で読み間違いし易い漢字についてはルビ（ふりがな）を振っておくこと
- 翌月放送分の締め切りは放送前月20日必着。
- 作品の版権は和歌山放送に著作権を帰属する。
- 応募者全員に和歌山放送の記念品、また放送作品は本人、または和歌山放送のアナウンサーが朗読した番組をCDに録音して贈呈
- また1年間（4月 - 翌年3月）を通した年間表彰があり、小中学生全体を通して文部科学大臣賞（年間最優秀賞）1人、優秀賞として和歌山県知事賞・和歌山県教育委員会賞・和歌山放送金賞・同銀賞がそれぞれ小学生2人、中学生1人、佳作に当たる優良賞が小学生6人、中学生3人がそれぞれに選ばれ、賞状と記念品、また特に応募に積極的に協力した学校にも同様に特別表彰される。